# Lição de Vida
Lição de Vida é um álbum de estúdio da cantora e compositora brasileira Elza Soares, lançado em 1976 pela Tapecar e com produção musical de Ed Lincoln.

## Antecedentes
Depois de assinar com a Tapecar, Elza Soares já tinha lançado dois álbuns: Elza Soares (1974) e Nos Braços do Samba (1975), ambos produzidos por Ed Lincoln. Em julho de 1976, nascia o primeiro e único filho da cantora fruto do casamento com Garrincha: Manuel Francisco dos Santos Júnior, apelidado de Garrinchinha.

## Produção
Assim como os antecessores, Lição de Vida contou com produção musical e arranjos de Ed Lincoln. O músico Paulo Moura também contribuiu nos arranjos. A obra reuniu músicas como "Malandro" e "Samba, Minha Raiz".
O projeto gráfico do álbum, com registros do fotógrafo Orlando Abrunhosa, trazem fotos de Elza com Garricha e o filho na contra-capa. 

## Lançamento e recepção
| Críticas profissionais | Críticas profissionais |
| Avaliações da crítica  | Avaliações da crítica  |
| Fonte                  | Avaliação              |
| ---------------------- | ---------------------- |
| Notas Musicais         | [ 5 ]                  |

Lição de Vida foi lançado em 1976 pela gravadora Tapecar. Em avaliação negativa com cotação de 2,5 estrelas de 5, o crítico Mauro Ferreira afirmou que o projeto é um dos mais fracos de Elza em sua fase na Tapecar, e que "Elza patinou em sambas de segunda e terceira categorias".
Em abril de 2021, o álbum foi lançado nas plataformas digitais com distribuição da Deckdisc.

## Faixas
A seguir lista-se as faixas, compositores e durações de cada canção de Lição de Vida:
| Lado A |                         |                                    |         |  |
| N.º    | Título                  | Compositor(es)                     | Duração |  |
| 1.     | "Malandro"              | Jorge Aragão Jotabê                | 3:11    |  |
| 2.     | "Cipriano"              | Romeo Nunes Sidney da Conceição    | 3:01    |  |
| 3.     | "Lição de Vida"         | Paulo de Capitola                  | 3:06    |  |
| 4.     | "Pinta e Borda"         | DiFerraz Jorge Belizario           | 2:54    |  |
| 5.     | "Rainha dos Sete Mares" | Alfredo Silva Avarese Lino Roberto | 3:04    |  |
| 6.     | "A Rosa"                | Efson                              | 2:49    |  |

| Lado B |                                               |                                                                            |         |  |
| N.º    | Título                                        | Compositor(es)                                                             | Duração |  |
| 1.     | "Curumbandê"                                  | Beto Baiano                                                                | 3:01    |  |
| 2.     | "Nó na Tristeza"                              | Carlito Cavalcanti Vicente Mattos                                          | 3:20    |  |
| 3.     | "Deus e Viola"                                | Dida Neoci Dias                                                            | 2:47    |  |
| 4.     | "Estou com Raiva de Você"                     | Jorge Roberto Miro Barbosa                                                 | 3:09    |  |
| 5.     | "Samba, Minha Raiz"                           | Delcio Carvalho Dona Ivone Lara                                            | 3:03    |  |
| 6.     | "Sal E Pimenta / Mulata Assanhada / Beija-Me" | Ataulfo Alves Mario Rossi Nazareno de Brito Newton Ramalho Roberto Martins | 2:12    |  |